# جدابة
''جدّابة (بالإنجليزية: Shrimp scad)'   وهي سمكة من فصيلة الشيم.